# Војнотехнички институт
Војнотехнички институт (ВТИ) jе главни српски ваздухопловни и оружни дизајнер са седиштем у Београду. Овим институтом управља Министарство одбране Републике Србије. Војнотехнички институт је врхунска војно-научна истраживачка институција у Србији, која се бави истраживањем и развојем новог наоружања и војне опреме, као и надоградњом инвентара за све три војне службе: копнене војске, ваздухопловства и речне флоте.

## Историја
Након Другог светског рата, Југославија је имала потребу да самостално развија своју војну технологију и смањи зависност од страних снабдевања с обзиром на политичку ситуацију тог времена. Након проглашења председника Јосипа Броза Тита, Војнотехнички институт је основан али под називом „Војнотехнички институт копнене војске”. Данас тренутни назив института је „Војнотехнички институт Београд”.

## Данас
Данас институт садржи 22. лабораторије које су спремљене у простору од 177.000 квадратних метара. Институт је добио цертификате о усаглашености по СРПС ИСО 9001 и СРПС ИСО / ИЕЦ 17025 стандардима.

## Авиони
- Икарус С-49
- Ј-20 Крагуј
- Г-2 галеб
- Ј-21 јастреб
- Ј-22 орао
- Г-4 супер галеб
- Утва 75
- Кобац (авион)
- Ласта (авион)
- SA 342 Газела
- SA 342 Газела